# Trois Jeunes Filles en bleu
Pour plus de détails, voir Fiche technique et Distribution.
Trois Jeunes Filles en bleu (Three Little Girls in Blue) est un film américain en Technicolor réalisé par H. Bruce Humberstone, sorti en 1946.

## Synopsis
En 1902, trois sœurs d'origine modeste, Pam, Liz et Myra Charters, héritent de leur tante d'un élevage de poulets. Elles découvrent bientôt que cette manne n'est pas tout à fait suffisante pour financer leur rêve d'attirer et d'épouser des millionnaires. Estimant que si l'une d'elles met le grappin sur un mari riche, les deux autres auront plus de facilité à faire de même, elles décident de mettre en commun leurs héritages. Pam se fait passer pour une riche héritière, Liz se fait passer pour sa secrétaire, et Myra se fait passer pour sa femme de chambre. Les trois sœurs se rendent à Atlantic City dans un hôtel luxueux...

## Fiche technique
- Titre français : Trois Jeunes Filles en bleu
- Titre original : Three Little Girls in Blue
- Réalisation : H. Bruce Humberstone
- Scénario : Valentine Davies, Brown Holmes, Lynn Starling, Robert Ellis, Helen Logan, d'après la pièce Three Blind Mice de Guy Bolton, alias Stephen Powys
- Production : Mack Gordon
- Société de production et de distribution : 20th Century Fox
- Photographie : Ernest Palmer
- Montage : Barbara McLean
- Musique : David Buttolph, Cyril J. Mockridge (non crédités)
- Pays d'origine : États-Unis
- Format : couleur (Technicolor) - 1,37:1 - son mono (Western Electric Recording)
- Genre : comédie musicale
- Durée : 100 min
- Dates de sortie : 
  - États-Unis : 3 septembre 1946 (Atlantic City, New Jersey)
  - États-Unis : 25 septembre 1946 (New York)
  - France : 26 octobre 1951

## Distribution
- June Haver : Pam Charters
- George Montgomery : Van Damm Smith
  - Ben Gage : voix chantée de Van Damm Smith
- Vivian Blaine : Liz Charters
- Celeste Holm : Miriam Harrington
- Vera-Ellen : Myra Charters
  - Carol Stewart : voix chantée de Myra Charters
- Frank Latimore : Steve Harrington
  - Bob Scott : voix chantée de Steve Harrington
- Clinton Rosemond : Ben
- Charles Smith : Mike Bailey
  - Del Porter : voix chantée de Mike Bailey